# Espiral de preços e salários

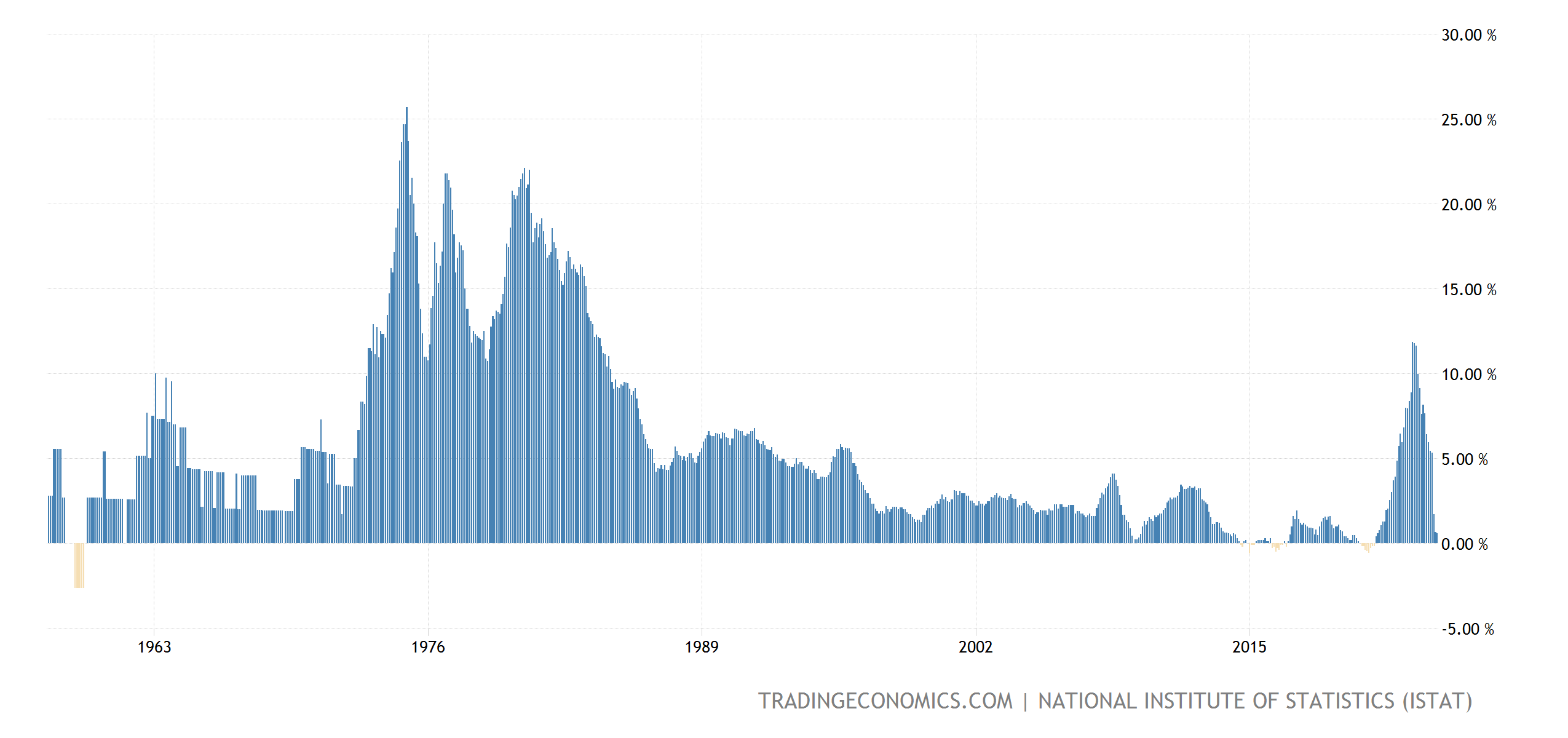
Tendência da taxa de inflação mensal na Itália, de 1962 a fevereiro de 2022

Em macroeconomia, a espiral preço-salário (ou, alternativamente, espiral salário-preço) é uma explicação proposta para a inflação, na qual aumentos salariais levam a aumentos de preços, que, por sua vez, provocam novos aumentos salariais, criando um ciclo de retroalimentação positiva. Segundo Gregory Mankiw, "em algum momento, essa espiral de salários e preços em constante aumento desacelera [...]. A longo prazo, a economia retorna ao ponto em que a curva de demanda agregada cruza a curva de oferta agregada de longo prazo."

## História
O conceito foi mencionado pela primeira vez em 1868. O termo "espiral preço-salário" apareceu em um artigo do New York Times de 1937, sobre a Greve da Little Steel [en]. Na década de 1970, o presidente dos EUA, Richard Nixon, tentou interromper o que considerava uma "espiral" de preços e custos, impondo um congelamento de preços, com pouco efeito. Algumas fontes distinguem entre espirais preço-salário e salário-preço.
Olivier Blanchard argumenta que o conceito perdeu relevância com o surgimento da teoria das expectativas racionais. Blanchard busca resgatar o conceito, enquanto, segundo Daniel J.B. Mitchell e Christopher L. Erickson, sua popularidade diminuiu devido ao declínio dos sindicatos e da negociação coletiva. Eles afirmam: "Com o rápido declínio da filiação sindical no início dos anos 1980, seguido pela erosão relativa em relação à força de trabalho total, tornou-se cada vez mais difícil associar a inflação aos sindicatos e, portanto, às demandas dos trabalhadores".

## Críticas
O Socialist Worker [en] argumenta que a espiral preço-salário é um mito usado para impedir aumentos salariais. A revista Tribune também considera o conceito uma retórica destinada a conter os salários dos trabalhadores.
Milton Friedman criticou o conceito, argumentando que "é a manifestação externa da inflação, mas não sua origem... a inflação surge por uma única razão: um aumento na quantidade de dinheiro". Ele afirmou que as espirais preço-salário cessam naturalmente se a quantidade de dinheiro não aumentar, embora, nesse ínterim, "haja uma continuação da inflação" e "algum grau de recessão e desemprego". Estudos do Fundo Monetário Internacional indicam que mesmo espirais de curto prazo raramente levaram a um aumento "sustentado" nos níveis de salários e preços.